# Medford (Wisconsin)
Medford es una ciudad ubicada en el condado de Taylor en el estado estadounidense de Wisconsin. En el Censo de 2010 tenía una población de 4.326 habitantes y una densidad poblacional de 367,74 personas por km².

## Geografía
Medford se encuentra ubicada en las coordenadas 45°8′7″N 90°20′39″O / 45.13528, -90.34417. Según la Oficina del Censo de los Estados Unidos, Medford tiene una superficie total de 11.76 km², de la cual 11.69 km² corresponden a tierra firme y (0.64%) 0.08 km² es agua.

## Demografía
Según el censo de 2010, había 4.326 personas residiendo en Medford. La densidad de población era de 367,74 hab./km². De los 4.326 habitantes, Medford estaba compuesto por el 96.99% blancos, el 0.51% eran afroamericanos, el 0.39% eran amerindios, el 0.55% eran asiáticos, el 0% eran isleños del Pacífico, el 0.18% eran de otras razas y el 1.36% pertenecían a dos o más razas. Del total de la población el 1.25% eran hispanos o latinos de cualquier raza.